# Городище Колиндяни I
Городище Колиндяни I — щойно виявлена пам'ятка археології в Чортківському районі Тернопільської області. Розташована в урочищі «Вал малий».
Внесено до Переліку щойновиявлених об'єктів культурної спадщини (охоронний номер 2895).

## Відомості
У 1906 р., В.Пшибиславський вперше згадав про городище, а 2011 р. пам'ятка була досліджена В.Добрянським. Під час обстеження пам’ятки виявлено старожитності давньоруського часу Х-ХІІІ ст..